# Benedict (Dakota Północna)
Benedict – miasto w Stanach Zjednoczonych, w stanie Dakota Północna, w hrabstwie McLean.